# Hippopotamidae
Famille
Les hippopotames (Hippopotamidae) sont une famille comptant deux espèces actuelles de mammifères artiodactyles : l'Hippopotame amphibie (espèce la plus connue) et l'Hippopotame pygmée. Leur espérance de vie est d'une quarantaine d'années. Cette famille comportait autrefois de nombreuses espèces aujourd'hui éteintes. Les Hippopotamidae sont le groupe frère des cétacés.

## Étymologie et dénomination
Le nom de l'hippopotame (du grec ἵππος / híppos, « cheval », et ποταμός / potamós, « fleuve ») fait référence à son mode de vie amphibie. On le doit à Carl von Linné[pas clair] (1707-1778), qui pensait que ces animaux étaient réellement apparentés aux chevaux.
La femelle de l’hippopotame est appelée vache par les spécialistes, le petit peut ainsi être désigné en tant que veau d’hippopotame.

## Description

### Morphologie générale

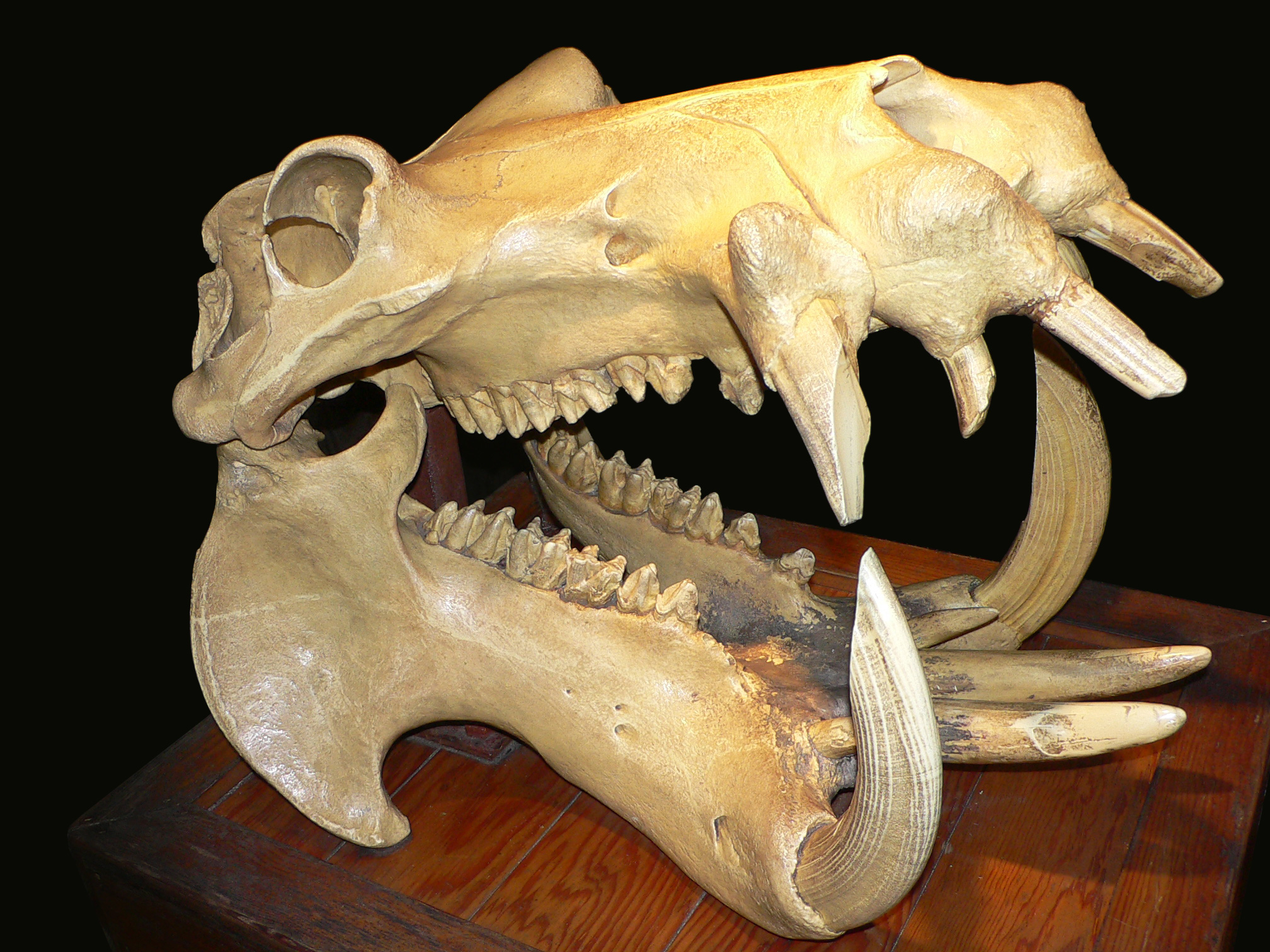
Crâne d'hippopotame.

Ce sont des animaux aquatiques massifs, au corps en forme de tonneau. L'hippopotame commun est beaucoup plus grand puisqu'il mesure 1,50 m au garrot ; les femelles mesurent entre deux et trois mètres de long et pèsent de une à deux tonnes, et les mâles mesurent de 3,30 à 3,75 m de long et pèsent de 2,5 à 3,5 tonnes (jusqu'à 4,5 tonnes pour les plus gros), alors que l'hippopotame pygmée ne mesure qu'un mètre au garrot pour 1,50 à 1,75 m de longueur et un poids de 170 à 275 kg. 
Leurs pattes forment des piliers et possèdent 4 doigts (nombre pair caractéristique des Ongulés Artiodactyles). Celles de l'hippopotame pygmée sont plus déliées et nettement plus adaptées à la marche – les quatre doigts sont libres, n'étant pas reliés par une membrane, et les ongles sont pointus. Cela lui permet de bien adhérer au sol, même si celui-ci est inégal, dans son habitat constitué de marigots et de sous-bois humide.

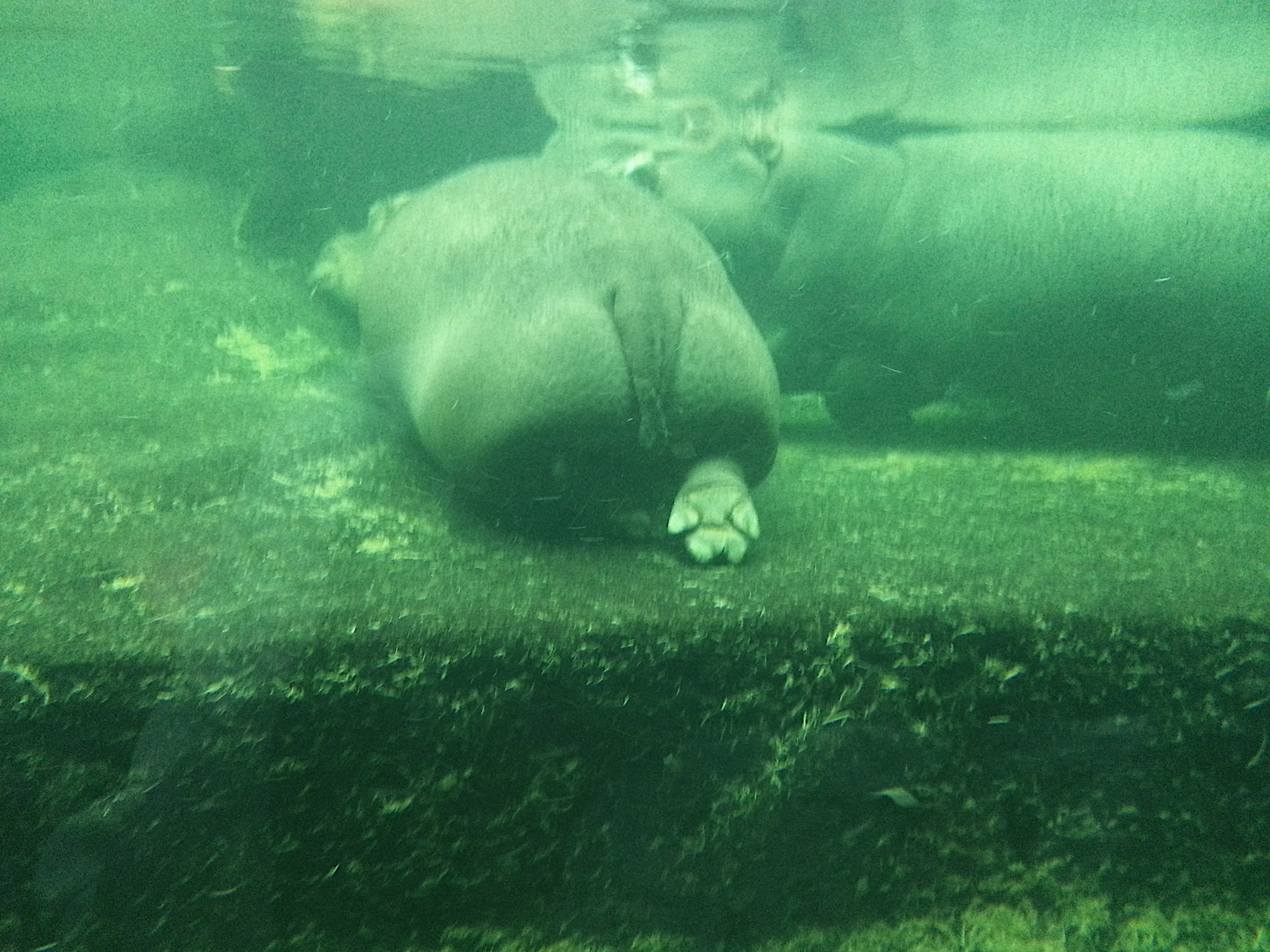
Vue sous l'eau des 4 doigts de la patte arrière d'un hippopotame, signant son appartenance aux Artiodactyles.

Ils possèdent une tête massive à la large gueule pouvant s'ouvrir jusqu’à 180 degrés, avec, à l'intérieur, des défenses imposantes qui peuvent mesurer plus de 60 cm chez les hippopotames amphibies mâles.
Leurs yeux, oreilles et narines sont placés au sommet de la tête. Leurs narines peuvent se fermer par contraction lorsqu'ils plongent, ce qui s'avère très pratique dans leur mode de vie amphibie puisqu'ils peuvent ainsi éviter l'entrée d'eau dans leurs poumons. De même, leurs conduits auditifs se bouchent lorsqu'ils se déplacent sous l'eau. Les deux espèces diffèrent notamment par la forme des oreilles, et les arcades sourcilières sont beaucoup plus prononcées chez l'hippopotame amphibie.
Les testicules du mâle se trouvent à l’intérieur de la cavité abdominale (comme chez le rhinocéros). Les mâles sont reconnus pour avoir une apparence plus grisâtre que celle des femelles qui ont une teinte tournant vers le violacé.

### Sécrétions
Les hippopotames ne disposent pas de glande sébacée ni de glande sudoripare, le seul moyen pour réguler leur température corporelle étant la perte d’eau transépidermique (en). Leur peau est glabre et sécrète, pour se protéger du Soleil, une sorte d'écran solaire naturel rougeâtre appelé parfois « sueur de sang » (d'où le mythe des hippopotames qui « suent du sang »), bien qu'il ne s'agisse ni de sang ni de sueur. Ce mucus à pouvoir hydratant, d'abord incolore, vire à l'orangé-rouge au bout de quelques minutes, et devient finalement brun.
Deux pigments différents et extrêmement acides ont été identifiés dans les sécrétions, un rouge et un orangé. Le pigment rouge est l'acide hipposudorique, et le pigment orangé l'acide norhipposudorique. On a découvert que le pigment rouge inhibe la croissance de bactéries pathogènes (Pseudomonas aeruginosa et Klebsiella pneumoniae), ce qui laisse à croire que la sécrétion a un effet antibiotique. L'absorption de la lumière par ces deux pigments est maximale dans la gamme ultraviolette, ce qui équivaut à l'effet d'un écran solaire. Comme les hippopotames sécrètent ces pigments partout dans le monde, il ne semble pas que ce soit leur alimentation qui en soit la source. Au lieu de cela, les animaux peuvent synthétiser les pigments à partir de précurseurs comme la tyrosine, un acide aminé.

## Comportement

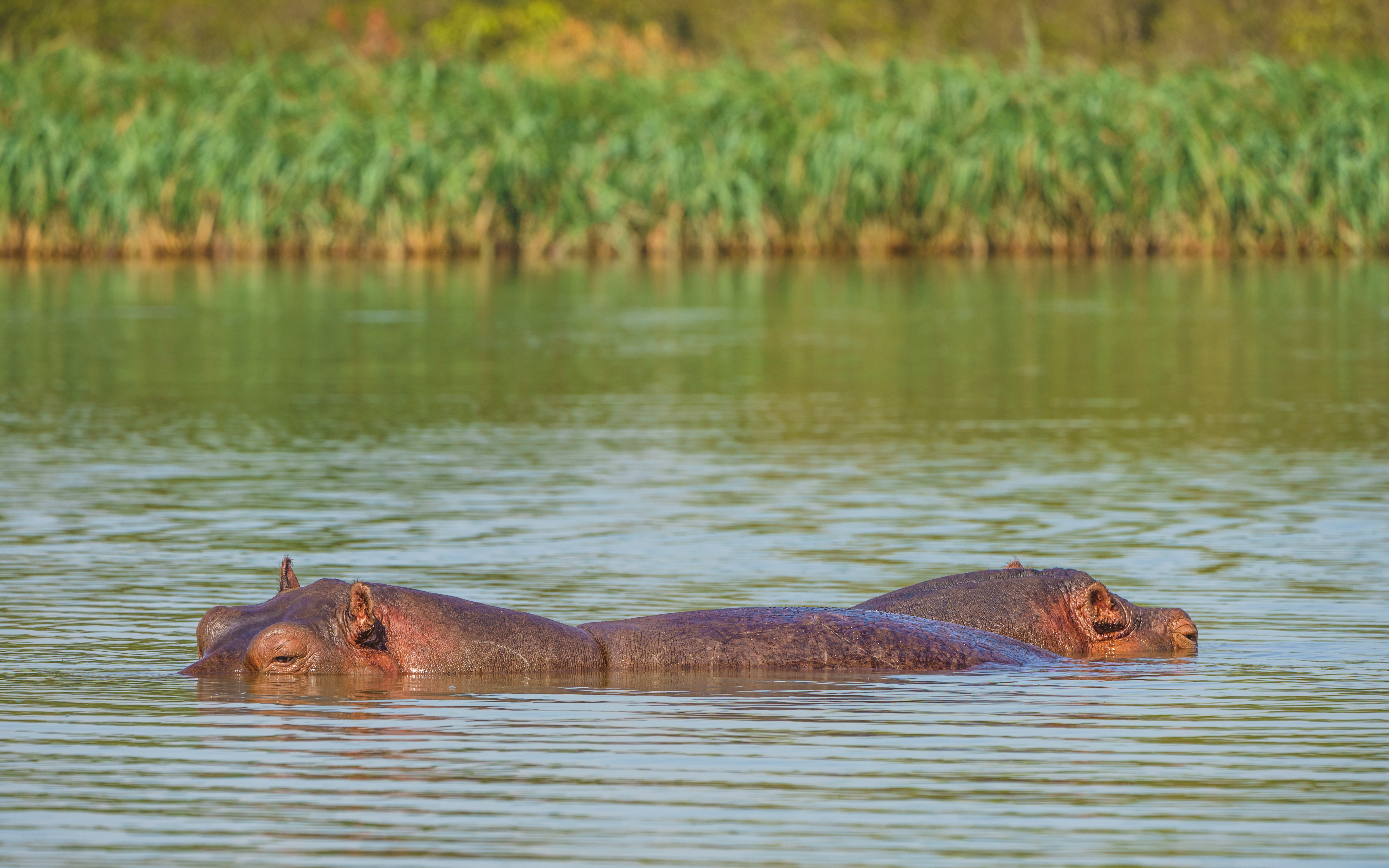
Hippopotames près de Bahir Dar Zuria, Éthiopie. Février 2018.

Les comportements observés diffèrent chez les deux espèces actuelles.
L'hippopotame amphibie (Hippopotamus amphibius) vit en grands groupes dominés par un mâle polygame et irascible, tandis que les hippopotames pygmées (Hexaprotodon liberiensis) vivent en couples ou en très petits groupes. Les hippopotames amphibies passent la journée dans l'eau pour se protéger du soleil, tandis que les hippopotames pygmées passent la journée cachés en forêt, dans les marais voire dans des terriers.
Certains hippopotames sont accompagnés d'oiseaux qui viennent manger leurs tiques, mais ainsi, ils enlèvent également un peu de chair. Certains hippopotames peuvent rester marqués.
Ils comptent parmi les animaux les plus dangereux d’Afrique. Ils protègent férocement leur territoire, ce qui cause la plupart des attaques sur les humains (environ trois cents morts par an). C'est là d'ailleurs la principale raison au fait qu'ils n'aient jamais été domestiqués par l'Homme.

## Alimentation
Ces animaux sont principalement herbivores, les hippopotames pygmées ayant toutefois un régime alimentaire plus diversifié.
Il est très rare de voir un hippopotame hors de l'eau au jour levé. En journée, l'hippopotame se nourrit d'herbes et de graminées à proximité des berges. La nuit tombée, il s'éloigne des berges pour rejoindre des pâturages par des sentiers précis, parcourant pour cela jusqu'à 10 km. Il ne se sert pas de ses dents pour couper les herbes, mais les cueille avec ses lèvres.
Pendant sa quête de nourriture, il arrive parfois qu'il pénètre dans des plantations, occasionnant des dégâts importants.

L'hippopotame amphibie consomme 40 kg de matières végétales en moyenne chaque nuit. 

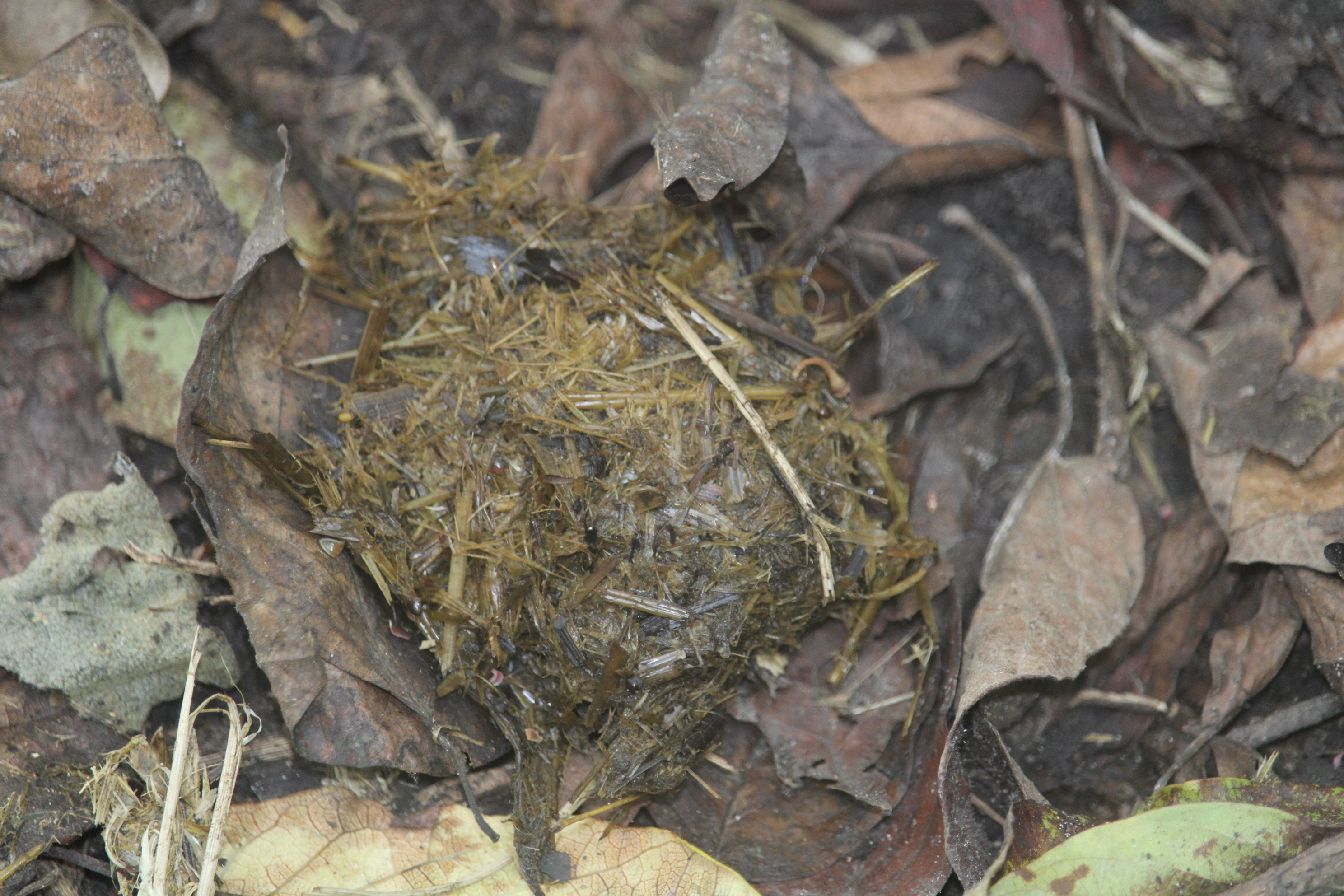
Bouse d'hippopotame.

Des hippopotames ont occasionnellement été filmés en train de se repaître sur des charognes. D'autres observations montrent des comportements de cannibalisme et de prédation. Cependant, le système digestif de l'hippopotame n'est pas adapté à un régime carnivore ; la consommation de viande est probablement causée par un comportement aberrant ou un stress nutritionnel.

## Reproduction
Pour séduire une femelle, les hippopotames peuvent se battre jusqu’à la mort, se combattant à l'aide de leurs défenses en béant leur gueule en matière de parade agressive. Ces défenses peuvent faire d'importants dégâts sur l'adversaire.
L’accouplement de l'hippopotame commun se passe dans l’eau. La femelle est alors complètement immergée, seules ses narines sortent de l’eau. Comparativement aux adultes, le jeune est minuscule à la naissance : 30 kg pour 40 cm de long, alors que la mère fait près de deux tonnes. La croissance est très rapide et, à un an, le jeune pèse déjà 500 kg. En cas de naissance de jumeaux, seul l'un des jeunes est nourri.

## Aire géographique
L’hippopotame sauvage se trouve principalement en Afrique de l'Ouest et dans les régions subsahariennes, par exemple en république démocratique du Congo, Tanzanie et Ouganda. 
En Colombie, à la suite du retour à la vie sauvage des hippopotames de Pablo Escobar, des animaux ont proliféré jusqu'à constituer une population estimée à environ 80 individus en 2020, formant ainsi le groupe d'hippopotames sauvages le plus important du monde, hors d'Afrique. Une étude sous la direction d'Amanda L. Subalusky, écologiste au Cary Institute of Ecosystem Studies (en), prédit une augmentation de cette population à 800 individus d'ici 2050 et, en fonction des taux de reproduction simulés, ce chiffre pourrait même se rapprocher de 5 000.

## Écologie

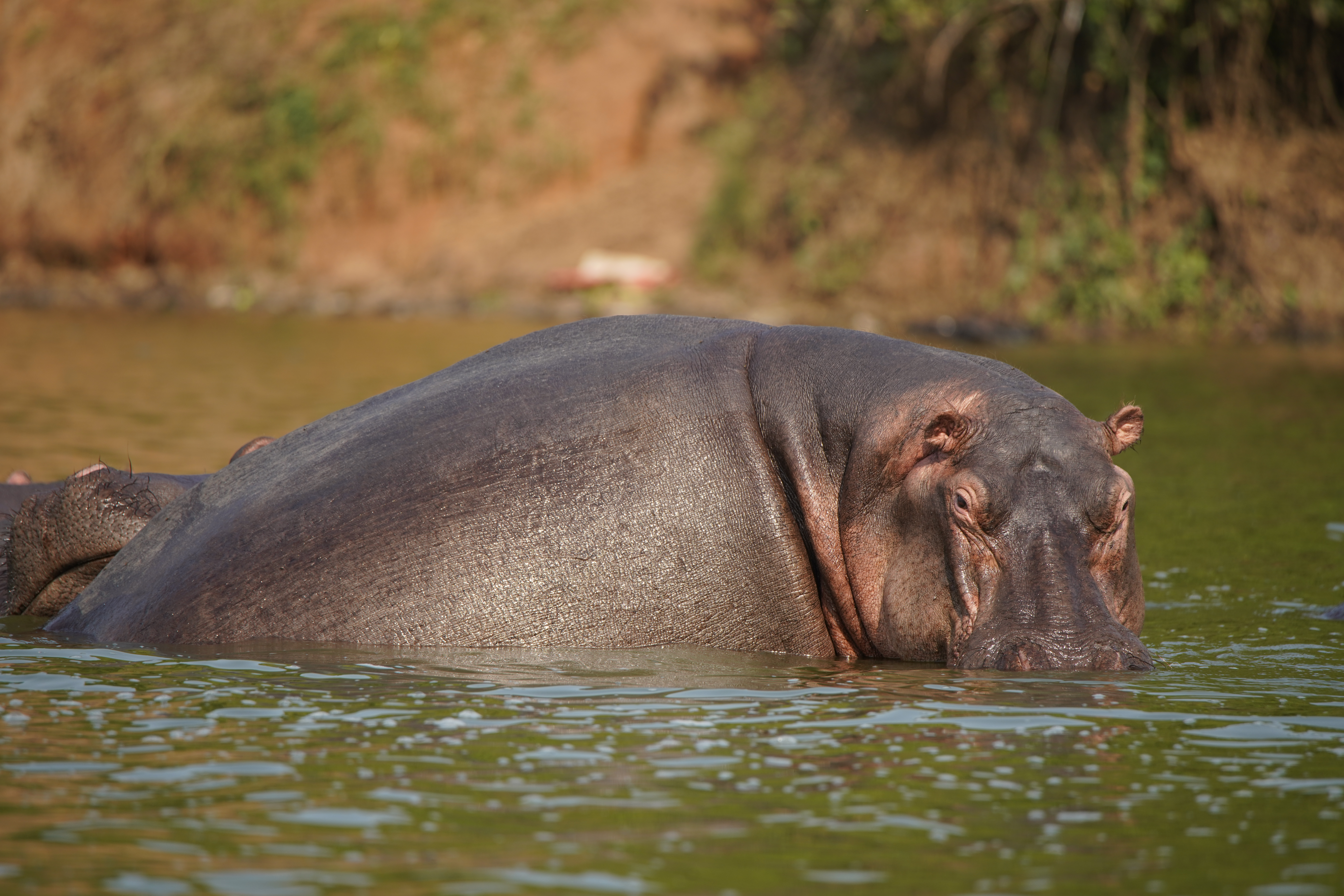
Hippopotamidae dans le parc national Queen Elizabeth, dans le canal de Kazinga. Janvier 2022.

Cet animal n'est pas considéré comme espèce ingénieure, mais on a récemment montré qu'il est espèce facilitatrice en jouant un rôle majeur et sans doute unique sur le cycle biogéochimique du silicium (oligo-élément vital pour de nombreuses espèces , et que les plantes et certains sols le stockent sous forme de phytolithes ). Bien que commun dans la croûte terrestre, ses formes biodisponibles sont assez peu communes dans les écosystèmes, et quand une plante n'est pas ensuite mangée ou détruite par le feu, ces phytolithes retournent au sol (humus...) après la mort de la plante via sa biodégradation par les bactéries et champignons. Cette silice biogénique y est piégée pour longtemps (tant qu'elle n'est pas à nouveau rendue biodisponible par un autre processus). 
Le silicium est notamment vital pour des organismes qui ont des exosquelettes ou squelettes siliceux, tels que les algues diatomées, radiolaires, silicoflaggelés ou éponges d'eau douce. Ces groupes contiennent des espèces importantes en termes de services écosystémiques, pour le cycle du carbone et la filtration de l'eau notamment. Si l'arrivée de silice dans les lacs d'Afrique de l'Est diminue, des changements de communauté planctonique et animale pourraient avoir de graves répercussions sur le réseau trophique et le bien-être humain dans la région. Les animaux ont un rôle de bioturbation longtemps sous-estimé (capacité des animaux, vers de terre notamment, à déplacer verticalement ou horizontalement des ressources dans le sol et jusqu'au niveau du paysage, entre le moment et le lieu où les animaux ingèrent leur nourriture et le moment et le lieu différent où ils excrètent leurs déchets métaboliques ou meurent,. 
Les scientifiques ont récemment démontré (2019) que dans la savane les grands herbivores sont des acteurs clés de ce cycle du silicium. Un cas particulier est celui de l'hippopotame commun (Hippopotamus amphibius L. 1758), semi-aquatique ; cet animal transporte 0,4 t/j de silicium du sol et des sédiments vers l'eau, en mangeant une grande quantité de végétaux sur terre et dans l'eau ou sous l'eau, puis en déféquant dans l'eau. Ce faisant, il déstocke une quantité importante de silicium. D'autres études ont montré que sans ces animaux une partie de ce silicium resterait piégé dans les sols du bassin versant ou dans le sédiment des cours d'eau. Les hippopotames modifient jusqu'à 76 % du flux total de silicium, jouant un rôle majeur dans la répartition des ressources minérales dans et autour des écosystèmes fluviaux, inondables ou lacustres où ils vivent et vers ceux situés en aval, où la production primaire phytoplanctonique est dominée par les diatomées, qui elles-mêmes jouent un grand rôle dans le cycle du carbone et dans les cycles d'autres éléments nutritifs, ainsi que pour la productivité de l'écosystème et la structure du réseau trophique,. La nuit l'hippopotame quitte l'eau et va manger loin des berges dans les savanes et prairies semi-inondables puis le jour, il retourne dans l'eau. Il ingère chaque nuit une grande quantité de nutriments (carbone, azote, potassium et phosphore) qu'il libère sous des formes plus ou moins bioassimilables, en grande partie via ses excréments sous l'eau (des vidéos subaquatiques ont montré que de nombreux poissons vont directement se nourrir dans les nuages de particules émises sous l'eau lors de la défécation) ou, à sa mort, via la décomposition de son cadavre sous l'eau. La teneur en silicium de l'urine d'hippopotame n'a pas été mesurée, mais chez les autres herbivores elle équivaut à environ 3 % de la biomasse totale pâturée.
Dans la réserve nationale du Masai Mara (Kenya), les hippopotames sont encore très présents et jouent un rôle essentiel d'une « pompe à silice », animale, du sol vers les cours d'eau (flux journalier de silice dissoute compris de 7,9 t/j, dont 2,4 t/j d'origine biogénique, lors de l'étude). Tout au long du gradient de mesures de l'amont vers l'aval dans la zone peuplée d'hippopotames, la quantité de silice biogénique augmentait. Là, la presque totalité de la silice biogénique du sédiment et des matières en suspension est en réalité constituée de phytolithes ou de résidus de phytolithes, c'est-à-dire d'une silice provenant des plantes terrestres digérées par les hippopotames. Les analyses isotopiques et physicochimiques montrent que seul 0,8 % de la silice présente dans l'eau provient du substrat géologique. Les plantes du Masai Mara contiennent en moyenne 1,8 % de leur poids sec en silice. Cette silice, une fois ingérée est significativement bioconcentrée (d'un facteur 2) dans les fèces d'hippopotames (qui en contiennent en moyenne 4,1 % de leur poids sec). Ce phénomène de concentration via la digestion est aussi observé chez les herbivores domestiques des régions tempérées. En période sèche, les hippopotames déverseraient dans l'eau 11,1 tonnes de MS[C'est-à-dire ?] de matières fécales, soit 400 kg/jour de silice issue des phytolithes. Ces animaux urinent aussi dans l'eau, ce qui constitue aussi un apport en silice qui enrichit la rivière et les lacs et zones humides qu'elle alimente en aval. Les excréments émis sous l'eau par les hippopotames apportent environ 32 % de l'augmentation directe de la quantité de silice biogénique observée dans la réserve naturelle entre deux points d'échantillonnage amont et aval (figure 1 de l'étude publiée par Science en 2019). Le reste (68 % environ) proviendrait de matières fécales en suspension plus anciennes et d'apports alternatifs tels que les poussières de plantes mortes, d'excréments ou d'excréments d’hippopotames et d’autres herbivores broutant sur les rives ou à proximité du fleuve. Ces intrants sont probablement principalement apportés par le vent, lors d'inondation des abords ou via le ruissellement et moindrement par le pelage et les sabots des animaux venant s'abreuver dans la Mara, hypothèse et estimation corroborée par 24 h d'observation intense d'un groupe d'hippopotames (jusqu'à 80 individus) sur 250 m de rivière présents. En traversant la réserve riche en hippopotames, la teneur en silice de l'eau double, ce qui ne semble pouvoir être expliqué que par les fèces d'herbivores et par l'agitation du sédiment du lit et du substrat des berges (notamment quand les animaux sortent ou entre dans l'eau ou quand ils s'y nourrissent).

## Prédateurs de l'hippopotame
En raison de sa taille, l'hippopotame amphibie adulte n'a pas d'autre prédateur que l'Homme. Les jeunes, en revanche, sont la proie de lions, de hyènes et de crocodiles. L'hippopotame nain est la proie du léopard, du python de Seba et des crocodiles.

## Histoire évolutive
Comme son nom l'indique, les Grecs anciens voyaient dans l'hippopotame une sorte de cheval. Cet animal inconnu de l'Occident durant des siècles intrigua bon nombre d'explorateurs et notamment parmi les premiers, jésuites portugais et espagnols, partis à la conquête de la conversion catholique de l'Abyssinie (ancienne Éthiopie) aux XVIe et XVIIe siècles. Quand ils le découvrent aux sources du Nil, ils l'appellent cheval marin qui « est à la fois poisson par la vie qu’il mène dans l’eau tout le jour et mammifère quand il va paître l’herbe des prairies ».
Jusqu'en 1985, les naturalistes regroupaient les hippopotames avec la famille des Suidae (porcs et sangliers) ou avec celle des Tayassuidae (pécaris), en se fondant sur les particularités des molaires. L'étude au cours des années 1990 des protéines du sang, puis après 2000 de l'ADN et des fossiles les plus anciens a montré que leurs parents les plus proches sont les cétacés : les baleines, les marsouins et animaux apparentés. Les hippopotames ont plus de points communs avec les baleines qu'ils n'en ont avec les cochons. L'ancêtre commun des hippopotames et des baleines s’est séparé de la lignée ayant donné les ruminants après la séparation de la lignée des cochons. La séparation des futurs hippopotames et des cétacés s'est produite très peu de temps après leur divergence des futurs ruminants. Elle a produit d'un côté les cétacés, de l'autre les anthracothères, dont les plus anciens fossiles connus ont environ 40 millions d'années, lignée qui a elle-même engendré les hippopotames, dont le plus ancien fossile connu a 16 millions d'années.

## Classification
Phylogénie des familles des Cétartiodactyles actuels (Cétacés non développés),, :
|  | Camelidae (Chameaux, lamas…) |
|  |                              |

|  | Suidae (Porcins)      |
|  |                       |
|  | Tayassuidae (Pécaris) |
|  |                       |

|  | Cetacea (Baleines, dauphins ...) |
|  |                                  |
|  | Hippopotamidae (Hippopotames)    |
|  |                                  |

|  | Antilocapridae (Antilocapres)  |
|  |                                |
|  | Giraffidae (Girafes, okapi...) |
|  |                                |

|          | Cervidae (Cerfs, rennes...)                                                                             |
|          | |
| Bovoidea | \| \| Bovidae (Bovins, Caprins et antilopes) \| \| \| \| \| \| Moschidae (Cerfs porte-musc) \| \| \| \| |
|          | \| \| Bovidae (Bovins, Caprins et antilopes) \| \| \| \| \| \| Moschidae (Cerfs porte-musc) \| \| \| \| |
|          | Bovidae (Bovins, Caprins et antilopes)                                                                  |
|          | |
|          | Moschidae (Cerfs porte-musc)                                                                            |
|          | |

|  | Bovidae (Bovins, Caprins et antilopes) |
|  |                                        |
|  | Moschidae (Cerfs porte-musc)           |
|  |                                        |

|  | Antilocapridae (Antilocapres)  |
|  |                                |
|  | Giraffidae (Girafes, okapi...) |
|  |                                |

|          | Cervidae (Cerfs, rennes...)                                                                             |
|          | |
| Bovoidea | \| \| Bovidae (Bovins, Caprins et antilopes) \| \| \| \| \| \| Moschidae (Cerfs porte-musc) \| \| \| \| |
|          | \| \| Bovidae (Bovins, Caprins et antilopes) \| \| \| \| \| \| Moschidae (Cerfs porte-musc) \| \| \| \| |
|          | Bovidae (Bovins, Caprins et antilopes)                                                                  |
|          | |
|          | Moschidae (Cerfs porte-musc)                                                                            |
|          | |

|  | Bovidae (Bovins, Caprins et antilopes) |
|  |                                        |
|  | Moschidae (Cerfs porte-musc)           |
|  |                                        |

|  | Antilocapridae (Antilocapres)  |
|  |                                |
|  | Giraffidae (Girafes, okapi...) |
|  |                                |

|          | Cervidae (Cerfs, rennes...)                                                                             |
|          | |
| Bovoidea | \| \| Bovidae (Bovins, Caprins et antilopes) \| \| \| \| \| \| Moschidae (Cerfs porte-musc) \| \| \| \| |
|          | \| \| Bovidae (Bovins, Caprins et antilopes) \| \| \| \| \| \| Moschidae (Cerfs porte-musc) \| \| \| \| |
|          | Bovidae (Bovins, Caprins et antilopes)                                                                  |
|          | |
|          | Moschidae (Cerfs porte-musc)                                                                            |
|          | |

|  | Bovidae (Bovins, Caprins et antilopes) |
|  |                                        |
|  | Moschidae (Cerfs porte-musc)           |
|  |                                        |

|  | Antilocapridae (Antilocapres)  |
|  |                                |
|  | Giraffidae (Girafes, okapi...) |
|  |                                |

|          | Cervidae (Cerfs, rennes...)                                                                             |
|          | |
| Bovoidea | \| \| Bovidae (Bovins, Caprins et antilopes) \| \| \| \| \| \| Moschidae (Cerfs porte-musc) \| \| \| \| |
|          | \| \| Bovidae (Bovins, Caprins et antilopes) \| \| \| \| \| \| Moschidae (Cerfs porte-musc) \| \| \| \| |
|          | Bovidae (Bovins, Caprins et antilopes)                                                                  |
|          | |
|          | Moschidae (Cerfs porte-musc)                                                                            |
|          | |

|  | Bovidae (Bovins, Caprins et antilopes) |
|  |                                        |
|  | Moschidae (Cerfs porte-musc)           |
|  |                                        |

|  | Cetacea (Baleines, dauphins ...) |
|  |                                  |
|  | Hippopotamidae (Hippopotames)    |
|  |                                  |

|  | Antilocapridae (Antilocapres)  |
|  |                                |
|  | Giraffidae (Girafes, okapi...) |
|  |                                |

|          | Cervidae (Cerfs, rennes...)                                                                             |
|          | |
| Bovoidea | \| \| Bovidae (Bovins, Caprins et antilopes) \| \| \| \| \| \| Moschidae (Cerfs porte-musc) \| \| \| \| |
|          | \| \| Bovidae (Bovins, Caprins et antilopes) \| \| \| \| \| \| Moschidae (Cerfs porte-musc) \| \| \| \| |
|          | Bovidae (Bovins, Caprins et antilopes)                                                                  |
|          | |
|          | Moschidae (Cerfs porte-musc)                                                                            |
|          | |

|  | Bovidae (Bovins, Caprins et antilopes) |
|  |                                        |
|  | Moschidae (Cerfs porte-musc)           |
|  |                                        |

|  | Antilocapridae (Antilocapres)  |
|  |                                |
|  | Giraffidae (Girafes, okapi...) |
|  |                                |

|          | Cervidae (Cerfs, rennes...)                                                                             |
|          | |
| Bovoidea | \| \| Bovidae (Bovins, Caprins et antilopes) \| \| \| \| \| \| Moschidae (Cerfs porte-musc) \| \| \| \| |
|          | \| \| Bovidae (Bovins, Caprins et antilopes) \| \| \| \| \| \| Moschidae (Cerfs porte-musc) \| \| \| \| |
|          | Bovidae (Bovins, Caprins et antilopes)                                                                  |
|          | |
|          | Moschidae (Cerfs porte-musc)                                                                            |
|          | |

|  | Bovidae (Bovins, Caprins et antilopes) |
|  |                                        |
|  | Moschidae (Cerfs porte-musc)           |
|  |                                        |

|  | Antilocapridae (Antilocapres)  |
|  |                                |
|  | Giraffidae (Girafes, okapi...) |
|  |                                |

|          | Cervidae (Cerfs, rennes...)                                                                             |
|          | |
| Bovoidea | \| \| Bovidae (Bovins, Caprins et antilopes) \| \| \| \| \| \| Moschidae (Cerfs porte-musc) \| \| \| \| |
|          | \| \| Bovidae (Bovins, Caprins et antilopes) \| \| \| \| \| \| Moschidae (Cerfs porte-musc) \| \| \| \| |
|          | Bovidae (Bovins, Caprins et antilopes)                                                                  |
|          | |
|          | Moschidae (Cerfs porte-musc)                                                                            |
|          | |

|  | Bovidae (Bovins, Caprins et antilopes) |
|  |                                        |
|  | Moschidae (Cerfs porte-musc)           |
|  |                                        |

|  | Antilocapridae (Antilocapres)  |
|  |                                |
|  | Giraffidae (Girafes, okapi...) |
|  |                                |

|          | Cervidae (Cerfs, rennes...)                                                                             |
|          | |
| Bovoidea | \| \| Bovidae (Bovins, Caprins et antilopes) \| \| \| \| \| \| Moschidae (Cerfs porte-musc) \| \| \| \| |
|          | \| \| Bovidae (Bovins, Caprins et antilopes) \| \| \| \| \| \| Moschidae (Cerfs porte-musc) \| \| \| \| |
|          | Bovidae (Bovins, Caprins et antilopes)                                                                  |
|          | |
|          | Moschidae (Cerfs porte-musc)                                                                            |
|          | |

|  | Bovidae (Bovins, Caprins et antilopes) |
|  |                                        |
|  | Moschidae (Cerfs porte-musc)           |
|  |                                        |

|  | Suidae (Porcins)      |
|  |                       |
|  | Tayassuidae (Pécaris) |
|  |                       |

|  | Cetacea (Baleines, dauphins ...) |
|  |                                  |
|  | Hippopotamidae (Hippopotames)    |
|  |                                  |

|  | Antilocapridae (Antilocapres)  |
|  |                                |
|  | Giraffidae (Girafes, okapi...) |
|  |                                |

|          | Cervidae (Cerfs, rennes...)                                                                             |
|          | |
| Bovoidea | \| \| Bovidae (Bovins, Caprins et antilopes) \| \| \| \| \| \| Moschidae (Cerfs porte-musc) \| \| \| \| |
|          | \| \| Bovidae (Bovins, Caprins et antilopes) \| \| \| \| \| \| Moschidae (Cerfs porte-musc) \| \| \| \| |
|          | Bovidae (Bovins, Caprins et antilopes)                                                                  |
|          | |
|          | Moschidae (Cerfs porte-musc)                                                                            |
|          | |

|  | Bovidae (Bovins, Caprins et antilopes) |
|  |                                        |
|  | Moschidae (Cerfs porte-musc)           |
|  |                                        |

|  | Antilocapridae (Antilocapres)  |
|  |                                |
|  | Giraffidae (Girafes, okapi...) |
|  |                                |

|          | Cervidae (Cerfs, rennes...)                                                                             |
|          | |
| Bovoidea | \| \| Bovidae (Bovins, Caprins et antilopes) \| \| \| \| \| \| Moschidae (Cerfs porte-musc) \| \| \| \| |
|          | \| \| Bovidae (Bovins, Caprins et antilopes) \| \| \| \| \| \| Moschidae (Cerfs porte-musc) \| \| \| \| |
|          | Bovidae (Bovins, Caprins et antilopes)                                                                  |
|          | |
|          | Moschidae (Cerfs porte-musc)                                                                            |
|          | |

|  | Bovidae (Bovins, Caprins et antilopes) |
|  |                                        |
|  | Moschidae (Cerfs porte-musc)           |
|  |                                        |

|  | Antilocapridae (Antilocapres)  |
|  |                                |
|  | Giraffidae (Girafes, okapi...) |
|  |                                |

|          | Cervidae (Cerfs, rennes...)                                                                             |
|          | |
| Bovoidea | \| \| Bovidae (Bovins, Caprins et antilopes) \| \| \| \| \| \| Moschidae (Cerfs porte-musc) \| \| \| \| |
|          | \| \| Bovidae (Bovins, Caprins et antilopes) \| \| \| \| \| \| Moschidae (Cerfs porte-musc) \| \| \| \| |
|          | Bovidae (Bovins, Caprins et antilopes)                                                                  |
|          | |
|          | Moschidae (Cerfs porte-musc)                                                                            |
|          | |

|  | Bovidae (Bovins, Caprins et antilopes) |
|  |                                        |
|  | Moschidae (Cerfs porte-musc)           |
|  |                                        |

|  | Antilocapridae (Antilocapres)  |
|  |                                |
|  | Giraffidae (Girafes, okapi...) |
|  |                                |

|          | Cervidae (Cerfs, rennes...)                                                                             |
|          | |
| Bovoidea | \| \| Bovidae (Bovins, Caprins et antilopes) \| \| \| \| \| \| Moschidae (Cerfs porte-musc) \| \| \| \| |
|          | \| \| Bovidae (Bovins, Caprins et antilopes) \| \| \| \| \| \| Moschidae (Cerfs porte-musc) \| \| \| \| |
|          | Bovidae (Bovins, Caprins et antilopes)                                                                  |
|          | |
|          | Moschidae (Cerfs porte-musc)                                                                            |
|          | |

|  | Bovidae (Bovins, Caprins et antilopes) |
|  |                                        |
|  | Moschidae (Cerfs porte-musc)           |
|  |                                        |

|  | Cetacea (Baleines, dauphins ...) |
|  |                                  |
|  | Hippopotamidae (Hippopotames)    |
|  |                                  |

|  | Antilocapridae (Antilocapres)  |
|  |                                |
|  | Giraffidae (Girafes, okapi...) |
|  |                                |

|          | Cervidae (Cerfs, rennes...)                                                                             |
|          | |
| Bovoidea | \| \| Bovidae (Bovins, Caprins et antilopes) \| \| \| \| \| \| Moschidae (Cerfs porte-musc) \| \| \| \| |
|          | \| \| Bovidae (Bovins, Caprins et antilopes) \| \| \| \| \| \| Moschidae (Cerfs porte-musc) \| \| \| \| |
|          | Bovidae (Bovins, Caprins et antilopes)                                                                  |
|          | |
|          | Moschidae (Cerfs porte-musc)                                                                            |
|          | |

|  | Bovidae (Bovins, Caprins et antilopes) |
|  |                                        |
|  | Moschidae (Cerfs porte-musc)           |
|  |                                        |

|  | Antilocapridae (Antilocapres)  |
|  |                                |
|  | Giraffidae (Girafes, okapi...) |
|  |                                |

|          | Cervidae (Cerfs, rennes...)                                                                             |
|          | |
| Bovoidea | \| \| Bovidae (Bovins, Caprins et antilopes) \| \| \| \| \| \| Moschidae (Cerfs porte-musc) \| \| \| \| |
|          | \| \| Bovidae (Bovins, Caprins et antilopes) \| \| \| \| \| \| Moschidae (Cerfs porte-musc) \| \| \| \| |
|          | Bovidae (Bovins, Caprins et antilopes)                                                                  |
|          | |
|          | Moschidae (Cerfs porte-musc)                                                                            |
|          | |

|  | Bovidae (Bovins, Caprins et antilopes) |
|  |                                        |
|  | Moschidae (Cerfs porte-musc)           |
|  |                                        |

|  | Antilocapridae (Antilocapres)  |
|  |                                |
|  | Giraffidae (Girafes, okapi...) |
|  |                                |

|          | Cervidae (Cerfs, rennes...)                                                                             |
|          | |
| Bovoidea | \| \| Bovidae (Bovins, Caprins et antilopes) \| \| \| \| \| \| Moschidae (Cerfs porte-musc) \| \| \| \| |
|          | \| \| Bovidae (Bovins, Caprins et antilopes) \| \| \| \| \| \| Moschidae (Cerfs porte-musc) \| \| \| \| |
|          | Bovidae (Bovins, Caprins et antilopes)                                                                  |
|          | |
|          | Moschidae (Cerfs porte-musc)                                                                            |
|          | |

|  | Bovidae (Bovins, Caprins et antilopes) |
|  |                                        |
|  | Moschidae (Cerfs porte-musc)           |
|  |                                        |

|  | Antilocapridae (Antilocapres)  |
|  |                                |
|  | Giraffidae (Girafes, okapi...) |
|  |                                |

|          | Cervidae (Cerfs, rennes...)                                                                             |
|          | |
| Bovoidea | \| \| Bovidae (Bovins, Caprins et antilopes) \| \| \| \| \| \| Moschidae (Cerfs porte-musc) \| \| \| \| |
|          | \| \| Bovidae (Bovins, Caprins et antilopes) \| \| \| \| \| \| Moschidae (Cerfs porte-musc) \| \| \| \| |
|          | Bovidae (Bovins, Caprins et antilopes)                                                                  |
|          | |
|          | Moschidae (Cerfs porte-musc)                                                                            |
|          | |

|  | Bovidae (Bovins, Caprins et antilopes) |
|  |                                        |
|  | Moschidae (Cerfs porte-musc)           |
|  |                                        |

|  | Camelidae (Chameaux, lamas…) |
|  |                              |

|  | Suidae (Porcins)      |
|  |                       |
|  | Tayassuidae (Pécaris) |
|  |                       |

|  | Cetacea (Baleines, dauphins ...) |
|  |                                  |
|  | Hippopotamidae (Hippopotames)    |
|  |                                  |

|  | Antilocapridae (Antilocapres)  |
|  |                                |
|  | Giraffidae (Girafes, okapi...) |
|  |                                |

|          | Cervidae (Cerfs, rennes...)                                                                             |
|          | |
| Bovoidea | \| \| Bovidae (Bovins, Caprins et antilopes) \| \| \| \| \| \| Moschidae (Cerfs porte-musc) \| \| \| \| |
|          | \| \| Bovidae (Bovins, Caprins et antilopes) \| \| \| \| \| \| Moschidae (Cerfs porte-musc) \| \| \| \| |
|          | Bovidae (Bovins, Caprins et antilopes)                                                                  |
|          | |
|          | Moschidae (Cerfs porte-musc)                                                                            |
|          | |

|  | Bovidae (Bovins, Caprins et antilopes) |
|  |                                        |
|  | Moschidae (Cerfs porte-musc)           |
|  |                                        |

|  | Antilocapridae (Antilocapres)  |
|  |                                |
|  | Giraffidae (Girafes, okapi...) |
|  |                                |

|          | Cervidae (Cerfs, rennes...)                                                                             |
|          | |
| Bovoidea | \| \| Bovidae (Bovins, Caprins et antilopes) \| \| \| \| \| \| Moschidae (Cerfs porte-musc) \| \| \| \| |
|          | \| \| Bovidae (Bovins, Caprins et antilopes) \| \| \| \| \| \| Moschidae (Cerfs porte-musc) \| \| \| \| |
|          | Bovidae (Bovins, Caprins et antilopes)                                                                  |
|          | |
|          | Moschidae (Cerfs porte-musc)                                                                            |
|          | |

|  | Bovidae (Bovins, Caprins et antilopes) |
|  |                                        |
|  | Moschidae (Cerfs porte-musc)           |
|  |                                        |

|  | Antilocapridae (Antilocapres)  |
|  |                                |
|  | Giraffidae (Girafes, okapi...) |
|  |                                |

|          | Cervidae (Cerfs, rennes...)                                                                             |
|          | |
| Bovoidea | \| \| Bovidae (Bovins, Caprins et antilopes) \| \| \| \| \| \| Moschidae (Cerfs porte-musc) \| \| \| \| |
|          | \| \| Bovidae (Bovins, Caprins et antilopes) \| \| \| \| \| \| Moschidae (Cerfs porte-musc) \| \| \| \| |
|          | Bovidae (Bovins, Caprins et antilopes)                                                                  |
|          | |
|          | Moschidae (Cerfs porte-musc)                                                                            |
|          | |

|  | Bovidae (Bovins, Caprins et antilopes) |
|  |                                        |
|  | Moschidae (Cerfs porte-musc)           |
|  |                                        |

|  | Antilocapridae (Antilocapres)  |
|  |                                |
|  | Giraffidae (Girafes, okapi...) |
|  |                                |

|          | Cervidae (Cerfs, rennes...)                                                                             |
|          | |
| Bovoidea | \| \| Bovidae (Bovins, Caprins et antilopes) \| \| \| \| \| \| Moschidae (Cerfs porte-musc) \| \| \| \| |
|          | \| \| Bovidae (Bovins, Caprins et antilopes) \| \| \| \| \| \| Moschidae (Cerfs porte-musc) \| \| \| \| |
|          | Bovidae (Bovins, Caprins et antilopes)                                                                  |
|          | |
|          | Moschidae (Cerfs porte-musc)                                                                            |
|          | |

|  | Bovidae (Bovins, Caprins et antilopes) |
|  |                                        |
|  | Moschidae (Cerfs porte-musc)           |
|  |                                        |

|  | Cetacea (Baleines, dauphins ...) |
|  |                                  |
|  | Hippopotamidae (Hippopotames)    |
|  |                                  |

|  | Antilocapridae (Antilocapres)  |
|  |                                |
|  | Giraffidae (Girafes, okapi...) |
|  |                                |

|          | Cervidae (Cerfs, rennes...)                                                                             |
|          | |
| Bovoidea | \| \| Bovidae (Bovins, Caprins et antilopes) \| \| \| \| \| \| Moschidae (Cerfs porte-musc) \| \| \| \| |
|          | \| \| Bovidae (Bovins, Caprins et antilopes) \| \| \| \| \| \| Moschidae (Cerfs porte-musc) \| \| \| \| |
|          | Bovidae (Bovins, Caprins et antilopes)                                                                  |
|          | |
|          | Moschidae (Cerfs porte-musc)                                                                            |
|          | |

|  | Bovidae (Bovins, Caprins et antilopes) |
|  |                                        |
|  | Moschidae (Cerfs porte-musc)           |
|  |                                        |

|  | Antilocapridae (Antilocapres)  |
|  |                                |
|  | Giraffidae (Girafes, okapi...) |
|  |                                |

|          | Cervidae (Cerfs, rennes...)                                                                             |
|          | |
| Bovoidea | \| \| Bovidae (Bovins, Caprins et antilopes) \| \| \| \| \| \| Moschidae (Cerfs porte-musc) \| \| \| \| |
|          | \| \| Bovidae (Bovins, Caprins et antilopes) \| \| \| \| \| \| Moschidae (Cerfs porte-musc) \| \| \| \| |
|          | Bovidae (Bovins, Caprins et antilopes)                                                                  |
|          | |
|          | Moschidae (Cerfs porte-musc)                                                                            |
|          | |

|  | Bovidae (Bovins, Caprins et antilopes) |
|  |                                        |
|  | Moschidae (Cerfs porte-musc)           |
|  |                                        |

|  | Antilocapridae (Antilocapres)  |
|  |                                |
|  | Giraffidae (Girafes, okapi...) |
|  |                                |

|          | Cervidae (Cerfs, rennes...)                                                                             |
|          | |
| Bovoidea | \| \| Bovidae (Bovins, Caprins et antilopes) \| \| \| \| \| \| Moschidae (Cerfs porte-musc) \| \| \| \| |
|          | \| \| Bovidae (Bovins, Caprins et antilopes) \| \| \| \| \| \| Moschidae (Cerfs porte-musc) \| \| \| \| |
|          | Bovidae (Bovins, Caprins et antilopes)                                                                  |
|          | |
|          | Moschidae (Cerfs porte-musc)                                                                            |
|          | |

|  | Bovidae (Bovins, Caprins et antilopes) |
|  |                                        |
|  | Moschidae (Cerfs porte-musc)           |
|  |                                        |

|  | Antilocapridae (Antilocapres)  |
|  |                                |
|  | Giraffidae (Girafes, okapi...) |
|  |                                |

|          | Cervidae (Cerfs, rennes...)                                                                             |
|          | |
| Bovoidea | \| \| Bovidae (Bovins, Caprins et antilopes) \| \| \| \| \| \| Moschidae (Cerfs porte-musc) \| \| \| \| |
|          | \| \| Bovidae (Bovins, Caprins et antilopes) \| \| \| \| \| \| Moschidae (Cerfs porte-musc) \| \| \| \| |
|          | Bovidae (Bovins, Caprins et antilopes)                                                                  |
|          | |
|          | Moschidae (Cerfs porte-musc)                                                                            |
|          | |

|  | Bovidae (Bovins, Caprins et antilopes) |
|  |                                        |
|  | Moschidae (Cerfs porte-musc)           |
|  |                                        |

|  | Suidae (Porcins)      |
|  |                       |
|  | Tayassuidae (Pécaris) |
|  |                       |

|  | Cetacea (Baleines, dauphins ...) |
|  |                                  |
|  | Hippopotamidae (Hippopotames)    |
|  |                                  |

|  | Antilocapridae (Antilocapres)  |
|  |                                |
|  | Giraffidae (Girafes, okapi...) |
|  |                                |

|          | Cervidae (Cerfs, rennes...)                                                                             |
|          | |
| Bovoidea | \| \| Bovidae (Bovins, Caprins et antilopes) \| \| \| \| \| \| Moschidae (Cerfs porte-musc) \| \| \| \| |
|          | \| \| Bovidae (Bovins, Caprins et antilopes) \| \| \| \| \| \| Moschidae (Cerfs porte-musc) \| \| \| \| |
|          | Bovidae (Bovins, Caprins et antilopes)                                                                  |
|          | |
|          | Moschidae (Cerfs porte-musc)                                                                            |
|          | |

|  | Bovidae (Bovins, Caprins et antilopes) |
|  |                                        |
|  | Moschidae (Cerfs porte-musc)           |
|  |                                        |

|  | Antilocapridae (Antilocapres)  |
|  |                                |
|  | Giraffidae (Girafes, okapi...) |
|  |                                |

|          | Cervidae (Cerfs, rennes...)                                                                             |
|          | |
| Bovoidea | \| \| Bovidae (Bovins, Caprins et antilopes) \| \| \| \| \| \| Moschidae (Cerfs porte-musc) \| \| \| \| |
|          | \| \| Bovidae (Bovins, Caprins et antilopes) \| \| \| \| \| \| Moschidae (Cerfs porte-musc) \| \| \| \| |
|          | Bovidae (Bovins, Caprins et antilopes)                                                                  |
|          | |
|          | Moschidae (Cerfs porte-musc)                                                                            |
|          | |

|  | Bovidae (Bovins, Caprins et antilopes) |
|  |                                        |
|  | Moschidae (Cerfs porte-musc)           |
|  |                                        |

|  | Antilocapridae (Antilocapres)  |
|  |                                |
|  | Giraffidae (Girafes, okapi...) |
|  |                                |

|          | Cervidae (Cerfs, rennes...)                                                                             |
|          | |
| Bovoidea | \| \| Bovidae (Bovins, Caprins et antilopes) \| \| \| \| \| \| Moschidae (Cerfs porte-musc) \| \| \| \| |
|          | \| \| Bovidae (Bovins, Caprins et antilopes) \| \| \| \| \| \| Moschidae (Cerfs porte-musc) \| \| \| \| |
|          | Bovidae (Bovins, Caprins et antilopes)                                                                  |
|          | |
|          | Moschidae (Cerfs porte-musc)                                                                            |
|          | |

|  | Bovidae (Bovins, Caprins et antilopes) |
|  |                                        |
|  | Moschidae (Cerfs porte-musc)           |
|  |                                        |

|  | Antilocapridae (Antilocapres)  |
|  |                                |
|  | Giraffidae (Girafes, okapi...) |
|  |                                |

|          | Cervidae (Cerfs, rennes...)                                                                             |
|          | |
| Bovoidea | \| \| Bovidae (Bovins, Caprins et antilopes) \| \| \| \| \| \| Moschidae (Cerfs porte-musc) \| \| \| \| |
|          | \| \| Bovidae (Bovins, Caprins et antilopes) \| \| \| \| \| \| Moschidae (Cerfs porte-musc) \| \| \| \| |
|          | Bovidae (Bovins, Caprins et antilopes)                                                                  |
|          | |
|          | Moschidae (Cerfs porte-musc)                                                                            |
|          | |

|  | Bovidae (Bovins, Caprins et antilopes) |
|  |                                        |
|  | Moschidae (Cerfs porte-musc)           |
|  |                                        |

|  | Cetacea (Baleines, dauphins ...) |
|  |                                  |
|  | Hippopotamidae (Hippopotames)    |
|  |                                  |

|  | Antilocapridae (Antilocapres)  |
|  |                                |
|  | Giraffidae (Girafes, okapi...) |
|  |                                |

|          | Cervidae (Cerfs, rennes...)                                                                             |
|          | |
| Bovoidea | \| \| Bovidae (Bovins, Caprins et antilopes) \| \| \| \| \| \| Moschidae (Cerfs porte-musc) \| \| \| \| |
|          | \| \| Bovidae (Bovins, Caprins et antilopes) \| \| \| \| \| \| Moschidae (Cerfs porte-musc) \| \| \| \| |
|          | Bovidae (Bovins, Caprins et antilopes)                                                                  |
|          | |
|          | Moschidae (Cerfs porte-musc)                                                                            |
|          | |

|  | Bovidae (Bovins, Caprins et antilopes) |
|  |                                        |
|  | Moschidae (Cerfs porte-musc)           |
|  |                                        |

|  | Antilocapridae (Antilocapres)  |
|  |                                |
|  | Giraffidae (Girafes, okapi...) |
|  |                                |

|          | Cervidae (Cerfs, rennes...)                                                                             |
|          | |
| Bovoidea | \| \| Bovidae (Bovins, Caprins et antilopes) \| \| \| \| \| \| Moschidae (Cerfs porte-musc) \| \| \| \| |
|          | \| \| Bovidae (Bovins, Caprins et antilopes) \| \| \| \| \| \| Moschidae (Cerfs porte-musc) \| \| \| \| |
|          | Bovidae (Bovins, Caprins et antilopes)                                                                  |
|          | |
|          | Moschidae (Cerfs porte-musc)                                                                            |
|          | |

|  | Bovidae (Bovins, Caprins et antilopes) |
|  |                                        |
|  | Moschidae (Cerfs porte-musc)           |
|  |                                        |

|  | Antilocapridae (Antilocapres)  |
|  |                                |
|  | Giraffidae (Girafes, okapi...) |
|  |                                |

|          | Cervidae (Cerfs, rennes...)                                                                             |
|          | |
| Bovoidea | \| \| Bovidae (Bovins, Caprins et antilopes) \| \| \| \| \| \| Moschidae (Cerfs porte-musc) \| \| \| \| |
|          | \| \| Bovidae (Bovins, Caprins et antilopes) \| \| \| \| \| \| Moschidae (Cerfs porte-musc) \| \| \| \| |
|          | Bovidae (Bovins, Caprins et antilopes)                                                                  |
|          | |
|          | Moschidae (Cerfs porte-musc)                                                                            |
|          | |

|  | Bovidae (Bovins, Caprins et antilopes) |
|  |                                        |
|  | Moschidae (Cerfs porte-musc)           |
|  |                                        |

|  | Antilocapridae (Antilocapres)  |
|  |                                |
|  | Giraffidae (Girafes, okapi...) |
|  |                                |

|          | Cervidae (Cerfs, rennes...)                                                                             |
|          | |
| Bovoidea | \| \| Bovidae (Bovins, Caprins et antilopes) \| \| \| \| \| \| Moschidae (Cerfs porte-musc) \| \| \| \| |
|          | \| \| Bovidae (Bovins, Caprins et antilopes) \| \| \| \| \| \| Moschidae (Cerfs porte-musc) \| \| \| \| |
|          | Bovidae (Bovins, Caprins et antilopes)                                                                  |
|          | |
|          | Moschidae (Cerfs porte-musc)                                                                            |
|          | |

|  | Bovidae (Bovins, Caprins et antilopes) |
|  |                                        |
|  | Moschidae (Cerfs porte-musc)           |
|  |                                        |

## Liste des espèces
- Genre Hippopotamus (Linnaeus, 1758) :
  - Hippopotamus amphibius - Hippopotame
  - Hippopotamus antiquus - Hippopotame européen (espèce disparue)
  - Hippopotamus creutzburgi - Hippopotame nain de Crète (espèce disparue)
  - Hippopotamus minor - Hippopotame nain de Chypre (espèce disparue)
  - Hippopotamus meltensis - Hippopotame de Malte (espèce disparue)
  - Hippopotamus lemerlei - Hippopotame de Lemerle (espèce disparue)
  - Hippopotamus laloumena - Hippopotame de Madagascar (espèce disparue[31])
  - Hippopotamus gorgops - Hippopotame gorgops (fossile)
- Espèces placées provisoirement dans le genre Hippopotamus :
  - Hippopotamus karumensis (fossile)
  - Hippopotamus aethiopicus (fossile)
  - Hippopotamus protamphibius (fossile)
  - Hippopotamus coryndoni (fossile)
  - Hippopotamus afarensis (fossile) - autrefois classé dans le genre Trilobophorus
- Genre Hexaprotodon - Hexaprotodons ou hippopotames d'Asie (Falconer et Cautley, 1836)
  - Hexaprotodon palaeindicus - Hippopotame indien (fossile)
  - Hexaprotodon namadicus - (fossile) - probablement le même qu'au-dessus, H. palaeindicus
  - Hexaprotodon bruneti - Hexaprotodon afar (fossile) la seule espèce pour laquelle on utilise le nom vernaculaire « Hexaprotodon » pour ne pas le confondre avec Hippopotamus afarensis
  - Hexaprotodon sivalensis - Hippopotame de Sivalik (fossile)
  - Hexaprotodon sp. - Hippopotame de Birmanie (fossile)
- Espèces fossiles d'Indonésie vivant au Pléistocène que certains auteurs classent dans le genre Choeropsis :
  - Hexaprotodon liberiensis - hippopotame pygmée africain
  - Hexaprotodon madagascariensis (éteint)
- Genre Archaeopotamus - autrefois incorporé dans le genre Hexaprotodon
  - Archaeopotamus harvardi (fossile)
  - Archaeopotamus lothagamensis (fossile)
  - et une ou deux espèces encore non classées.
- Genre Choeropsis - hippopotame pygmée
  - Choeropsis liberiensis - hippopotame pygmée africain
  - Choeropsis madagascariensis - (préhistorique)
- Genre Saotherium - autrefois incorporé dans le genre Hexaprotodon
  - Saotherium mingoz (fossile)

## Hippopotame dans la culture

### Cinéma
- Fantasia est un dessin animé musical des studios Disney sorti en 1940, comprenant un ballet d'hippopotames dansé sur l'air de la Danse des heures de l'opéra La Gioconda d'Amilcare Ponchielli[32],[33] ;
- Hippo, hippo est un film de Jacques-Yves Cousteau sorti en 1973, où l'Équipe Cousteau tente d'approcher un troupeau dans une embarcation en forme d'hippopotame… que le mâle dominant attaque, croyant avoir affaire à un intrus[34] ;
- Gloria, personnage important des films Madagascar, est une hippopotame.
- Nadia et les Hippopotames est un film de Dominique Cabrera sorti en 1999 ;
- Petit Potam est une série d'animation pour enfants dont la diffusion a commencé en 1997, ne comportant qu'une saison.

### Littérature
- L'Hippopotame est un livre de Stephen Fry sorti en 1994.
- Hippo est un super-vilain de l'univers Marvel faisant sa première apparition dans le premier volume de Dark Reign : The Sinister Spider-Man.
- Hyper l'hippo est un album de bande dessinée scénarisé par Jean-David Morvan publié en 2005 ayant reçu le Prix du jeune public par la Ligue de l'enseignement.

### Jeu d'échecs
- La défense hippopotame est le nom de divers systèmes d'ouvertures d'échecs irrégulières dans lesquelles les Noirs ne déplacent de pions que sur la sixième rangée, développant le plus souvent leurs pièces sur la septième rangée.

### Jeux vidéo
- Les Pokémons Hippopotas et Hippodocus sont inspirés de l'hippopotame.
- Hippo est un petit personnage éponyme d'une série de jeu mobile éducatif. Des revues des jeux sont mis en ligne sur leurs différentes chaînes Youtube selon la langue.
- Hippo Simulator est, comme son nom l'indique, un jeu de simulation dans lequel on incarne un hippopotame.